# Jarosław Suchan
Jarosław Suchan (ur. 9 stycznia 1966 w Krakowie) – polski historyk sztuki, krytyk i kurator, doktor nauk humanistycznych. W latach 1999–2002 dyrektor Galerii Sztuki Współczesnej „Bunkier Sztuki” w Krakowie, w latach 2006–2022 dyrektor Muzeum Sztuki w Łodzi.

## Życiorys
Absolwent historii sztuki Uniwersytetu Jagiellońskiego (1992). Karierę zawodową rozpoczynał w krakowskiej Galerii Starmach, gdzie pracował w latach 1991–1997. W 1993 zainicjował działalność Galerii Instytutu Bückleina. W latach 1999–2002 kierował Galerią Sztuki Współczesnej Bunkier Sztuki w Krakowie. W latach 2002–2006 wicedyrektor i główny kurator Centrum Sztuki Współczesnej Zamek Ujazdowski w Warszawie. W 2006 został dyrektorem Muzeum Sztuki w Łodzi. W 2014 Minister Kultury i Dziedzictwa Narodowego prof. Małgorzata Omilanowska powołała go na kolejną kadencję do 2021.
Kurator lub współkurator wielu wystaw sztuki współczesnej i nowoczesnej, m.in.
- „R.H. Quaytman – The Sun Does not Move, Chapter 35” (Serralves Museum of Contemporary Art w Porto, 2020)[8]
- „Une avant-garde polonaise: Katarzyna Kobro et Władysław Strzemiński” (Centre Pompidou, Paryż 2018),
- „Kobro y Strzemiński. Prototipos vanguardistas” (Museo Reina Sofia w Madrycie, 2017)[9],
- „Maquina Tadeusz Kantor” (SESC Consolacao, Sao Paulo 2015),
- „Polak, Żyd, artysta. Tożsamość i awangarda” (Muzeum Sztuki w Łodzi 2009)[10],
- „Performer” (Zachęta Narodowa Galeria Sztuki, Warszawa 2009)[11],
- „Katarzyna Kobro/Lygia Clark” (Muzeum Sztuki w Łodzi 2008)[12],
- „So ist es und anders” (Abteiberg Museum w Mönchengladbach 2008)[13],
- cyklu wystaw „W samym centrum uwagi” (Centrum Sztuki Współczesnej Zamek Ujazdowski 2005–2006)[14].
- „Cztery pokoje – galeria jako przestrzeń dyskursu” (Bunkier Sztuki, Kraków 2002),
- „Tadeusz Kantor. Niemożliwe” (Bunkier Sztuki, Kraków 2000)

Dyrektor Festiwalu Młodej Sztuki novart.pl (Kraków, 2002). Autor licznych tekstów poświęconych awangardzie, modernizmowi, współczesnym praktykom artystycznym i krytyce instytucjonalnej publikowanych w kraju i za granicą, redaktor książek na temat twórczości Władysława Strzemińskiego, Tadeusza Kantora i polsko-żydowskiej awangardy.
Członek CIMAM (International Committee for Museums and Collections of Modern Art), Polskiej Sekcji AICA (Międzynarodowego Stowarzyszenia Krytyków Sztuki), członek prezydium Polskiego Komitetu Narodowego ICOM (Międzynarodowa Rada Muzeów) w kadencji 2018–2021, Rady do spraw Muzeów i Miejsc Pamięci Narodowej przy Ministrze Kultury i Dziedzictwa Narodowego w kadencji 2012–2015 oraz 2015–2018.

## Odznaczenia i nagrody
- Honorowy Medal 600-lecia Miasta Łodzi „za działania na rzecz rozwoju Łodzi przyznawane z okazji 600-lecia Miasta” (2023)[20]
- Nagroda Człowieka Roku w plebiscycie Energia Kultury (2019)[21]
- Srebrny Medal „Zasłużony Kulturze Gloria Artis” (2012)[22]
- Doroczna Nagroda Ministra Kultury i Dziedzictwa Narodowego (2009)[23]